# WWE Extreme Rules
Extreme Rules (anciennement ECW One Night Stand ou One Night Stand) est un pay-per-view annuel de catch promu par la fédération World Wrestling Entertainment (WWE). La première édition de cet événement a eu lieu le 16 juin 2009.
Extreme Rules fait sa première apparition sous le nom d'ECW One Night Stand le 7 juin 2009, dans le but de remplacer Bad Blood et d'amorcer le retour de l'Extreme Championship Wrestling en 2006. En 2007 il devient One Night Stand, jusqu'en 2009, où il change de nom pour devenir Extreme Rules.

## Historique d'Extreme Rules
Événement exclusif à Raw
| #  | Événement                              | Ville                           | Lieu                   | Main Event | Spectateurs   |
| -- | -------------------------------------- | ------------------------------- | ---------------------- | --- | ------------- |
| 1  | Extreme Rules (2009) 7 juin 2009       | La Nouvelle-Orléans (Louisiane) | New Orleans Arena      | Edge (c) contre Jeff Hardy dans un Ladder match pour le World Heavyweight Championship (WWE)                                                                                    | 9 214         |
| 2  | Extreme Rules (2010) 23 avril 2010     | Baltimore (Maryland)            | 1st Mariner Arena      | John Cena (c) contre Batista dans un Last Man Standing match pour le WWE Championship                                                                                           | 12 278        |
| 3  | Extreme Rules (2011) 1er mai 2011      | Tampa (Floride)                 | St. Pete Times Forum   | The Miz (c) contre John Cena contre Johnny Morrison dans un Triple Treat Steel Cage match pour le WWE Championship                                                              | 10 000        |
| 4  | Extreme Rules (2012) 29 avril 2012     | Chicago (Illinois)              | Allstate Arena         | John Cena contre Brock Lesnar (avec Paul Heyman) dans un Extreme Rules match | 14 817        |
| 5  | Extreme Rules (2013) 19 mai 2013       | Saint-Louis (Missouri)          | Scottrade Center       | Triple H contre Brock Lesnar dans un Steel Cage match | 17 529        |
| 6  | Extreme Rules (2014) 4 mai 2014        | East Rutherford (New Jersey)    | Izod Center            | Daniel Bryan contre Kane dans un Extreme Rules match pour le WWE World Heavyweight Championship                                                                                 | 15 907        |
| 7  | Extreme Rules (2015) 26 avril 2015     | Rosemont (Illinois)             | Allstate Arena         | Seth Rollins contre Randy Orton dans un Steel Cage match pour le WWE World Heavyweight Championship                                                                             | 14 197        |
| 8  | Extreme Rules (2016) 22 mai 2016       | Newark (New Jersey)             | Prudential Center      | Roman Reigns contre A.J Styles dans un Extreme Rules match pour le WWE World Heavyweight Championship                                                                           | 15 963        |
| 9  | Extreme Rules (2017) 4 juin 2017       | Baltimore (Maryland)            | Royal Farms Arena      | Samoa Joe contre Finn Bálor contre Roman Reigns contre Seth Rollins contre Bray Wyatt dans un Fatal 5-Way match pour devenir aspirant no 1 au WWE Universal Championship        | 11 179        |
| 10 | Extreme Rules (2018) 15 juillet 2018   | Pittsburgh (Pennsylvanie)       | PPG Paints Arena       | Dolph Ziggler contre Seth Rollins dans un 30-minutes Iron Man match pour le WWE Intercontinental Championship                                                                   | 12 485        |
| 11 | Extreme Rules (2019) 14 juillet 2019   | Philadelphie (Pennsylvanie)     | Wells Fargo Center     | Seth Rollins et Becky Lynch contre Baron Corbin et Lacey Evans dans un Mixed Tag Team Extreme Rules Match pour le WWE Universal Championship et le WWE RAW Women's Championship | 12 800        |
| 12 | Extreme Rules (2020) 19 juillet 2020   | Orlando (Floride)               | WWE Performance Center | Braun Strowman contre Bray Wyatt dans un Wyatt Swamp Fight | 0 (huis-clos) |
| 13 | Extreme Rules (2021) 26 septembre 2021 | Colombus (Ohio)                 | Nationwide Arena       | Roman Reigns contre "The Demon" Finn Bálor dans un Extreme Rules match pour le WWE Universal Championship                                                                       | 13 455        |
| 14 | Extreme Rules (2022) 8 octobre 2022    | Philadelphie (Pennsylvanie)     | Wells Fargo Center     | Matt Riddle contre Seth "Freakin" Rollins | 15 944        |